# Музейно-мемориальный комплекс «Победа»
Музейно-мемориальный комплекс «Победа» (сокращенно ММК «Победа») — государственное бюджетное учреждение культуры Сахалинской области, города Южно-Сахалинска. Открыт со 2 сентября 2017 года. Дата приурочена к 72-й годовщине Победы во Второй мировой войне. Здание Музейно-мемориального комплекса «Победа» расположено на одноимённой площади в непосредственной близости от Мемориала в ознаменование 30-летия Победы над милитаристской Японией, образуя единый архитектурный ансамбль.

## Деятельность музея
Сахалинская область имеет богатую военную историю. Сахалин и Курильские острова являются территорией, на которой происходили события четырёх войн: Крымской 1853—1856 гг., русско-японской 1904—1905 гг., гражданской войны, интервенции и Второй мировой войны. Жители островного края, как и вся страна, участвовали в Великой Отечественной войне, локальных конфликтах и войнах второй половины XX века.
Важной составляющей музея является научно-исследовательская деятельность: комплектование музейных фондов, популяризация военно-исторического наследия и культурного наследия Сахалинской области.
В музее активно ведется военно-патриотическая и военно-шефская работа. Среди направлений — взаимодействие с воинскими частями и юнармейцами, организация мероприятий по патриотическому воспитанию молодежи. В выставочных залах музея регулярно проводятся тематические выставки, творческие встречи, презентации.

## Миссия и цели музея
Миссия Мемориального комплекса заключается в сохранении и презентации культурного и военно-исторического наследия Сахалинской области, в формировании общественного интереса к истории региона, военно-патриотическом воспитании подрастающего поколения.
Основные цели направлены на перспективу реализации миссии: осуществление просветительской, научно-исследовательской и образовательной деятельности, хранение музейных предметов и музейных коллекций, выявление, комплектование, изучение и сохранение музейных ценностей, реализация новых музейных услуг, работа с молодёжными и общественными организациями, советами ветеранов.

## Площадь музея
Общая площадь музея — 6378 м², экспозиционные площади — 1819 м².

## Трехмерные интерактивные экспозиции
Первые посетители комплекса в сентябре 2017 года познакомились с постоянными трехмерными интерактивными экспозициями «Десант на Шумшу. Последний остров войны" и «Штурм полицейского поста Хандаса», посвященными окончанию Второй мировой войны на Сахалине и Курильских островах. Погружение в историческую среду, рассказ от лица участников событий — Агаса Арзуманяна, Петра Шутова и многих других — неизменно вызывают чувство сопереживания, гордость за соотечественников и Великую Победу в последних сражениях Второй мировой войны.

## Сахалин и Курильские острова в годы Второй мировой войны
На протяжении десятилетий боевые действия на Дальнем Востоке были представлены не столь широко, как на западном фронте, возможно, в силу своей скоротечности. В условиях развернутой кампании по пересмотру итогов Второй мировой войны цель данной экспозиции — на основании исторических фактов противостоять любым попыткам фальсификации, защищая правду о минувших событиях. В экспозиции представлены материалы о Портсмутском мирном договоре, о предвоенном Сахалине и подготовке к войне, о фортификации на островах, боевых действиях на Дальнем Востоке и разгроме милитаристской Японии в победном августе 1945 года. Это документы и музейные предметы, впервые вводимые в научный оборот, интерактивные макеты островов Матуа и Шумшу, инсталляции «Призрачные олени», "ПСКР «Дзержинский» и многое другое.

## Сахалинцы в локальных конфликтах XX—XXI вв
Экспозиционный зал посвящен событиям в Афганистане, Чечне, на острове Даманский, а также другим военным конфликтам второй половины ХХ и начала XXI веков, в которых принимали участие сахалинцы.

## Русско-японская война 1904—1905 гг
Экспозиция о малоизвестных страницах истории героической обороны острова. Посетители экспозиции смогут познакомиться с причинами и ходом военных действий на море и на суше, подвигом крейсера «Новик», подробнее узнать о полуподводной лодке «Кета», о боевых действиях на Южном и Северном Сахалине.

## Исторический парк «Россия — моя история»
Мультимедийный музей-парк открылся 4 ноября 2017 года в рамках одноимённого федерального проекта. Как и в других городах России, он представлен четырьмя большими тематическими разделами — «Рюриковичи», «Романовы», «От великих потрясений к Великой Победе», «Россия — моя история. 1945—2017 год». Неотъемлемой частью экспозиции является региональный контент, благодаря которому можно проследить историю освоения и развития Сахалина и Курильских островов на фоне общего становления России.